# Louis Létang
Pour les articles homonymes, voir Letang.
 (avril 2020).
Louis Auguste Létang, né le 5 mars 1855 à Bois-le-Roi et mort le 1er septembre 1938 dans la même ville, est un écrivain français et un journaliste.

## Biographie
Louis Auguste Létang est né le 5 mars 1855 à Bois-le-Roi (Seine-et-Marne). Il est le fils de Louis Issac Létang et de Marie Amélie Marceau.
Sorti diplômé de l'École centrale des arts et manufactures, il devient ingénieur à la Société de construction des Batignolles.
Il est l'auteur de très nombreux romans populaires, publiés entre 1883 et 1928, mais aussi journaliste et rédacteur en chef du Nouvelliste de Seine-et-Marne dirigé par Eugène Drosne.
Louis Létang est maire de la commune de Bois-le-Roi de 1892 à 1908.
Capitaine du génie au cours de la Première Guerre mondiale. Il est décoré de la croix de guerre et cité à l'ordre de l'armée.
Il est nommé chevalier de la Légion d'honneur le 24 janvier 1912 et officier de la Légion d'honneur le 11 septembre 1923.
Louis Létang meurt le 1er septembre 1938.

## Hommage
Une rue de la commune de Bois-le-Roi porte son nom.

## Décorations
- Croix de guerre 1914–1918.
- Chevalier de la Légion d'honneur
- Officier de la Légion d'honneur

## Œuvres
- La belle hôtesse, 1883.
- Monsieur Narcisse, 1884.
- La Marion, 1885.
- Jean Misère, 1885.
- Marie-Madeleine, 1885.
- Le Secret, 1887.
- Claire de Brimeu, 1888.
- Madame de Villemor, 1889.
- Le Roi de Paris, 1889.
- Les Jacques d'Auvergne, 1890.
- Le roi s'ennuie, 1894.
- Les deux frères, 1895.
- Le Drame de Rochegrise, 1897.
- Le Collier de cheveux, 1897.
- Thilda, 1898.
- Le Lys d'or, 1900.
- Fille de reine, 1908.
- Grippe-Soleil, 1908.
- La croix de chair, 1910.
- L'Or dispose, 1912.
- Poudre d'or, 1912.
- Rolande immolée, 1913.
- La Divine, 1914.
- Amour traqué, 1928.
- La Fée aux dentelles, 1928.